# Paralimna uniseta
Paralimna uniseta är en tvåvingeart som beskrevs av Malloch 1925. Paralimna uniseta ingår i släktet Paralimna och familjen vattenflugor. Inga underarter finns listade i Catalogue of Life.